# New Amsterdam: Live at Heineken Music Hall
New Amsterdam: Live at Heineken Music Hall is het tweede livealbum van Counting Crows wat uitgebracht is op 19 juni 2006. Het is opgenomen van 4 tot 6 februari 2003. De cover is ontworpen door Felipe Molina.

## Tracklist
1. "Rain King"
2. "Richard Manuel Is Dead"
3. "Catapult"
4. "Goodnight LA"
5. "Four White Stallions"
6. "Omaha"
7. "Miami"
8. "Hazy" (Duritz/Hayes)
9. "Good Time"
10. "St. Robinson in His Cadillac Dream"
11. "Perfect Blue Buildings"
12. "Hanginaround"
13. "Goodnight Elisabeth"
14. "Hard Candy"
15. "Holiday in Spain"
16. "Mr. Jones"
17. "Blues Run the Game"
18. "Big Yellow Taxi"
19. "Black and Blue"